# جرج واگنر
جرج واگنر (انگلیسی: George Waggner؛ ۷ سپتامبر ۱۸۹۴ – ۱۱ دسامبر ۱۹۸۴)؛ کارگردان فیلم، تهیه‌کننده، هنرپیشه و فیلم‌نامه‌نویس اهل ایالات متحده آمریکا بود. وی در دههٔ ۱۹۶۰ میلادی کارگردانی قسمت‌هایی از مجموعه‌های تلویزیونی ماوریک، بتمن و زنبور سبز را بر عهده داشت. واگنر نویسنده و کارگردان فیلم مبارز اهل کنتاکی (۱۹۴۹) با بازی جان وین و اولیور هاردی است.
وی همچنین کارگردان کابوس قرمز، یک فیلم تبلیغاتی دوران جنگ سرد، ساختهٔ وزارت دفاع ایالات متحده آمریکا به روایت جک وب بود. واگنر فیلم‌نامهٔ ملکه یوکان را بر اساس داستانی از جک لندن نوشته است.
از فیلم‌هایی که وی در آن به عنوان کارگردان نقش داشته است می‌توان به مرد گرگ‌نما (۱۹۴۱) و مبارز اهل کنتاکی (۱۹۴۹) اشاره کرد. واگنر به عنوان بازیگر در شیخ (۱۹۲۱) و اسب آهنین (۱۹۲۴) حضور داشت. علاوه براین به عنوان تهیه‌کننده در آثاری مانند مرد گرگ‌نما (۱۹۴۱) و شبح اپرا (۱۹۴۳) مشارکت کرده است.

## مرگ
واگنر در ۱۱ دسامبر ۱۹۸۴ در وودلند هیلز، لس آنجلس، کالیفرنیا در ۹۰ سالگی درگذشت.